# الطرة (إربد)
الطُّرَّةُ بلدة أردنيّة تقع ضمن محافظة إربد في أقصى شمال البلاد قرب الحدود الدوليّة مع سورية. تُعدّ الطرة أكبر تجمع سكاني ضمن بلدية سهل حوران لذلك فهي تعتبر المركز الرئيس فيها. بلغ عدد سكانها في عام 2017 34,948 نسمة، وهي سابع أكبر تجمع سكاني على مستوى محافظة إربد. تبلغ مساحتها حوالي 28,000 دونم (28 كيلو متر مربع). تمتد أراضي الطرة من الشرق والشمال لتحاذي الحدود السورية، بينما تحدها أراضي الشجرة والرمثا من الغرب والجنوب.
عَرفت الطّرة زراعةَ الحبوب منذ القدم؛ إذ كانت تُعدّ المحصول الزراعي الوحيد في البلدة وفي منطقة سهل حوران بشكل عام على مر السنين، ولم تعرف زراعة الأشجار مثل الزيتون إلا في الربع الأخير من القرن الماضي مع وجود بعض الإستثناءات فكثرت فيها بساتين الزيتون، وأقل منه التين والعنب والرمان وغيرها من المحاصيل. ويعرف الوادي الذي يمر فيها باسم وادي الشومر بسبب كثرة نبات الشومر الذي ينبت فيه.
وتتوزع البلدة إلى مناطق الكوكلية والفول والحلان والخلة وبارق والحمص والطاحونة ومقاتل الدولة والمناخ والمنيزلة والسلطاني التي سُميت نسبة للسلطان الظاهر بيبرس الذي أوقفها على القدس وغيرها.
يعود تاريخ الطرة إلى عهود قديمة حيث ظهر فيها نفق المدن العشر في بدايات العهد الروماني، وقد كانت هذه القناة تمتدّ من الطرة إلى جدارا عبر مناطق متعددة. وقد عثر على مجموعة من النقوش والقبور اليونانية في الطرة كذلك. ويعدّ العهد المملوكي، وبدايات العهد العثماني العهد الذهبي في تاريخ البلدة؛ فقد كانت في عهد الدولة المملوكية نقطةً بريدية مهمة؛ حيث بنى فيها المماليك منارة للأغراض البريدية وهداية المسافرين، كما أوقفوا أراضٍ زراعية من الطرة على الأوقاف الخيرية والمدارس. كما قد تعاقب على البلدة عدد من السكان الذين كانوا يرحلون عنها لسبب أو لآخر.
تحيط بالبلدة كلٌّ من مدن الرمثا والشجرة وهي قريبة جدا ومتاخمة لعمراوة والمغير، كما تعد متاخمة لتل شهاب ودرعا من الجانب السوري. وتربو البلدة على هضبة متوسط ارتفاعها 478 متراً فوق سطح البحر، كما تمتاز بمناخها الذي يعد جزءاً من مناخ حوض البحر الأبيض المتوسط، ولكنه قد يقع تحت تأثير درجات حرارة عالية نوعاً ما بعض أوقات السنة. وكغيرها من مناطق سهل حوران تمتاز بأرضها السهلية وخصوبة تربتها في آنٍ واحد.
وكغيرها من مناطق الأردن، تقطن الطرة مجموعة متشابهة من السكان من حيث العادات والتقاليد والأصول؛ إذ إن معظم سكانها ينحدرون من أصول قبلية عربية.

## الجغرافيا
تتبع البلدة لواء الرمثا التابع لمحافظة إربد شمال الأردن، وتقع الطرة بين وادي الشومر الذي يوشك أن يخترقها في الوقت الحاضر، من جهة الغرب والجنوب ووادي المدان السوري الواقع قرب الحدود السورية الأردنية من الشمال والشرق. وتقع البلدة على بعد 8 كيلومترات إلى الشمال من الرمثا، وتبتعد إلى الشمال الشرقي عن إربد مسافة 35 كيلو متر، وتبتعد كذلك إلى الشرق مسافة 4 كيلومترات عن أقرب تجمع سكاني لها وهو بلدة الشجرة، وكذلك مسافة 5 كيلومترات عن بلدة تل شهاب السورية، وقرابة 90 كيلومتراً إلى الشمال من عمان.وترتبط البلدة بشبكة من الطرق مع البلدات والمدن المجاورة، ويذكر أن أول طريق عبدت في المنطقة كانت سنة 1960 م وهي الطريق الواصلة من الرمثا إلى الشجرة مروراً بالطرة، كما يُذكر أن «جسر المدان» الرابط بين ضفتي وادي المدان من جهة الطرة وتل شهاب قد بُني في القرن التاسع عشر، ولكنه ما لبث أن تهدّم بسبب الإهمال؛ وذلك لوقوعه على الحدود الجديدة بين الدول الناشئة آنذاك. ولكونها تقع في سهل حوران، تتميز الطرة كمثيلاتها من مدن وبلدات حوران بشقيه الأردني والسوري بالطبيعة السهلية، كما يتخلل هذه المساحات السهلية مجموعة من الهضاب الصغيرة؛ حيث إن الطرة نفسها تربو على تلة تعتبر أعلى من كل ما حولها من تلال. ومن الناحية المناطقية يمكن أن تتوزع البلدة على ثلاثة أحياء كبيرة وهي: الحي الشرقي والحي الغربي والحي الجنوبي، كما يمكن إضافة منطقة الوسط التجاري بكونه منطقة رابعة رئيسة. وقد بدأ مؤخراً انتشار للعمران في منطقة شمال البلدة.

### المناخ
المُناخ في الطرة معتدلٌ بشكلٍ عام، إذ يسود فيها المناخ المتوسطي. ترتفع درجات الحرارة صيفًا، وتصل أعلى مستوياتها في منتصف الشهر الثامن من العام، حيث تصل في بعض الأحيان إلى منتصف الثلاثينات مئوية، وأحياناً تقارب الأربعينات مئوية. وتنخفض الحرارة شتاء لتصل في كانون الثاني/ يناير أحيانًا إلى الصفر أو ما دونه، حيث يتسبب ذلك بتساقط الثلوج لمدة قصيرة ودون أن يتماسك الثلج على الأرض في أغلب الآونة، كما يعتدل المناخ في فصلي الربيع والخريف. أمّا معدلاتُ الأمطار فتكون معدومة في بعض الأشهر كحزيران وتموز وآب. بينما تكون في أعلى معدلاتها في شهور كانون الأول وكانون الثاني وشباط.
| البيانات المناخية لـبلدة الطرة (إربد) | البيانات المناخية لـبلدة الطرة (إربد) | البيانات المناخية لـبلدة الطرة (إربد) | البيانات المناخية لـبلدة الطرة (إربد) | البيانات المناخية لـبلدة الطرة (إربد) | البيانات المناخية لـبلدة الطرة (إربد) | البيانات المناخية لـبلدة الطرة (إربد) | البيانات المناخية لـبلدة الطرة (إربد) | البيانات المناخية لـبلدة الطرة (إربد) | البيانات المناخية لـبلدة الطرة (إربد) | البيانات المناخية لـبلدة الطرة (إربد) | البيانات المناخية لـبلدة الطرة (إربد) | البيانات المناخية لـبلدة الطرة (إربد) | البيانات المناخية لـبلدة الطرة (إربد) |
| الشهر                                 | يناير                                 | فبراير                                | مارس                                  | أبريل                                 | مايو                                  | يونيو                                 | يوليو                                 | أغسطس                                 | سبتمبر                                | أكتوبر                                | نوفمبر                                | ديسمبر                                | المعدل السنوي                         |
| ------------------------------------- | ------------------------------------- | ------------------------------------- | ------------------------------------- | ------------------------------------- | ------------------------------------- | ------------------------------------- | ------------------------------------- | ------------------------------------- | ------------------------------------- | ------------------------------------- | ------------------------------------- | ------------------------------------- | ------------------------------------- |
| الدرجة القصوى °م (°ف)                 | 12.3 (54.1)                           | 13.8 (56.8)                           | 23.2 (73.8)                           | 25.6 (78.1)                           | 25.7 (78.3)                           | 30.4 (86.7)                           | 33.4 (92.1)                           | 36.1 (97.0)                           | 32.5 (90.5)                           | 26.9 (80.4)                           | 18.2 (64.8)                           | 12.7 (54.9)                           | 36.1 (97.0)                           |
| متوسط درجة الحرارة الكبرى °م (°ف)     | 3.0 (37.4)                            | 5.9 (42.6)                            | 12.0 (53.6)                           | 18.7 (65.7)                           | 23.6 (74.5)                           | 25.5 (77.9)                           | 27.7 (81.9)                           | 32.3 (90.1)                           | 26.1 (79.0)                           | 20.5 (68.9)                           | 13.6 (56.5)                           | 7.2 (45.0)                            | 18.0 (64.4)                           |
| متوسط درجة الحرارة الصغرى °م (°ف)     | −4.9 (23.2)                           | −2.5 (27.5)                           | 2.3 (36.1)                            | 8.8 (47.8)                            | 9.4 (48.9)                            | 14.6 (58.3)                           | 19.7 (67.5)                           | 18.4 (65.1)                           | 14.8 (58.6)                           | 8.5 (47.3)                            | 5.3 (41.5)                            | 0.5 (32.9)                            | 7.9 (46.2)                            |
| أدنى درجة حرارة °م (°ف)               | −20.7 (−5.3)                          | −4.6 (23.7)                           | 0.2 (32.4)                            | 3.6 (38.5)                            | 5.5 (41.9)                            | 8.0 (46.4)                            | 10.2 (50.4)                           | 14.8 (58.6)                           | 9.1 (48.4)                            | 2.4 (36.3)                            | −7.5 (18.5)                           | −13.7 (7.3)                           | −20.7 (−5.3)                          |
| معدل هطول الأمطار مم (إنش)            | 163.0 (6.42)                          | 230.7 (9.08)                          | 86.0 (3.39)                           | 55.3 (2.18)                           | 27.1 (1.07)                           | 6.1 (0.24)                            | 0.0 (0.0)                             | 0.0 (0.0)                             | 12.1 (0.48)                           | 46.3 (1.82)                           | 83.5 (3.29)                           | 114.0 (4.49)                          | 824.1 (32.46)                         |
| المصدر:                               |                                       |                                       |                                       |                                       |                                       |                                       |                                       |                                       |                                       |                                       |                                       |                                       |                                       |

## التاريخ

### أصل الاسم

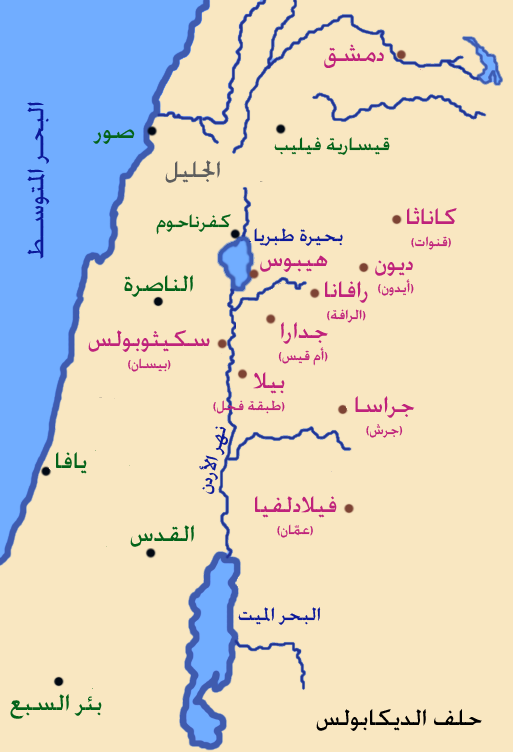
مُدُنُ حِلْفِ الدِيكابولِس بِالَّلوْنِ الأَحَمَر.

اسم البلدة في أصله اللغوي كما يقول صاحب مختار الصحاح:
| الطرة (إربد) | الطرّة كُفّة الثوب وهي جانبه الذي لا هُدْب له. وطرّة النهر والوادي شفيره. وطرّة كل شيء حرفه والجمع طرر. والطرة الناصية | الطرة (إربد) |

 وبناءً عليه، فإن معنى اسم الطرة الذي قد سُميت به البلدة يعني في القواميس العربية شفيرا أو طرفا أو ناصية أو قمة؛ والطرة كان قد وصفها الرحالة السويسري يوهان لودفيك بركهارت عندما مر بها فذكر أنها تقع على سلسلة من الهضاب المنخفضة؛ فقد يكون للتسمية أصل من ناحية معنى الارتفاع والعلو؛ إذ الطرة تعني الناصية كذلك، والناصية هي مقدمة الشيء وأعلاه، كذلك فالطرة تقع عند مقربة من وادي الشومر من الغرب والذي أصبح يخترقها الآن نتيجة للتوسع العمراني الكبير وكذلك وادي المدان شرقاً. ويَذكر بعض الأهالي في البلدة أن اسم البلدة الأصلي هو الدرة ثم حرّف إلى الطرة في العهد العثماني، ويذكر آخرون أن الاسم أصله اسم تركي هو ألتارا أو غيرها من الأسماء مثل الطمة وغيرها؛ ولكن لا مصادر تؤكد ذلك؛ حيث أن تلك الأسماء تدخل في باب القصص الشعبية والمرتبطة بالبحث عن الكنوز، كما أنَّ الطرة قد ذُكرت باسمها الحالي في عدد من المصادر التاريخية قبل العهد العثماني، ولم يعرف لها اسم غيره فيها مثل صبح الأعشى للقلقشندي، وتاريخ الملك الظاهر لابن شداد. ويذكر ياقوت الحموي في كتابه معجم البلدان قرية بإفريقية اسمها طُرَّة قال عن اسمها أنه «بلفظ طُرَّة الثوب وهو حاشيته». كما تحمل محلة في اليمن ذات الاسم، وهي محلة الطرة في محافظة إب.

### العصور القديمة
عُثر في البلدة والمناطق المحيطة على لقى أثرية قديمة من العهد اليوناني وما سبقه، وقد كانت هذه اللقى عبارة عن قبور وبعض الآثار والنقوش، والتي تؤكد الاستيطان البشري للطرة في ذلك العهد. ومنذ عهد بومبيوس وبروز المدن العشر في القرن الأول قبل الميلاد، برزت أهمية الطرة كنقطة أساسية لجلب المياه عبر نفق الديكابولس الذي يبلغ طوله 140 كيلو متراً والذي يُسمى شعبيا باسم «قناة فرعون»، كما يُعرف باسم نفق الطرة - أم قيس؛ حيث تشكل الطرة البوابة الرئيسة للنفق وتشكل كذلك نقطة تجميع المياه الأولى في رحلتها الطويلة نحو أم قيس أو كما كانت تُسمى جدارا؛ حيث أمر الإمبراطور الروماني هادريان عام 130 م ببنائه، وقد استمر البناء لأكثر من 80 سنة غير متواصلة، وتعد الطرة بالنسبة للنفق نقطة تلاقٍ بين المرحلة الثانية منه والمرحلة الثالثة؛ إذ تمتد الأولى من داعل إلى درعا على شكل قناة سطحية وتستمر الثانية من درعا بقناة سطحية كذلك لا تزال آثارها باقية شرق مدينة الطرة، بينما المرحلة الثالثة تمتد من الطرة إلى وادي الشلالة، ومن هذه المرحلة يبدأ النفق طريقه نحو وجهته الأخيرة مروراً بعدّة مراحل أخرى. ويعد هذا النفق أهم اكتشاف أثري من نوعه في الأردن ومن الأهم في العالم. ومما يذكر أنّ الطرة كانت تقع ضمن ولاية العربية البترائية الرومانية. ثم أصبحت المدينة تتبع ولاية فلسطين الثانية في العهد البيزنطي.

### العصر الإسلامي

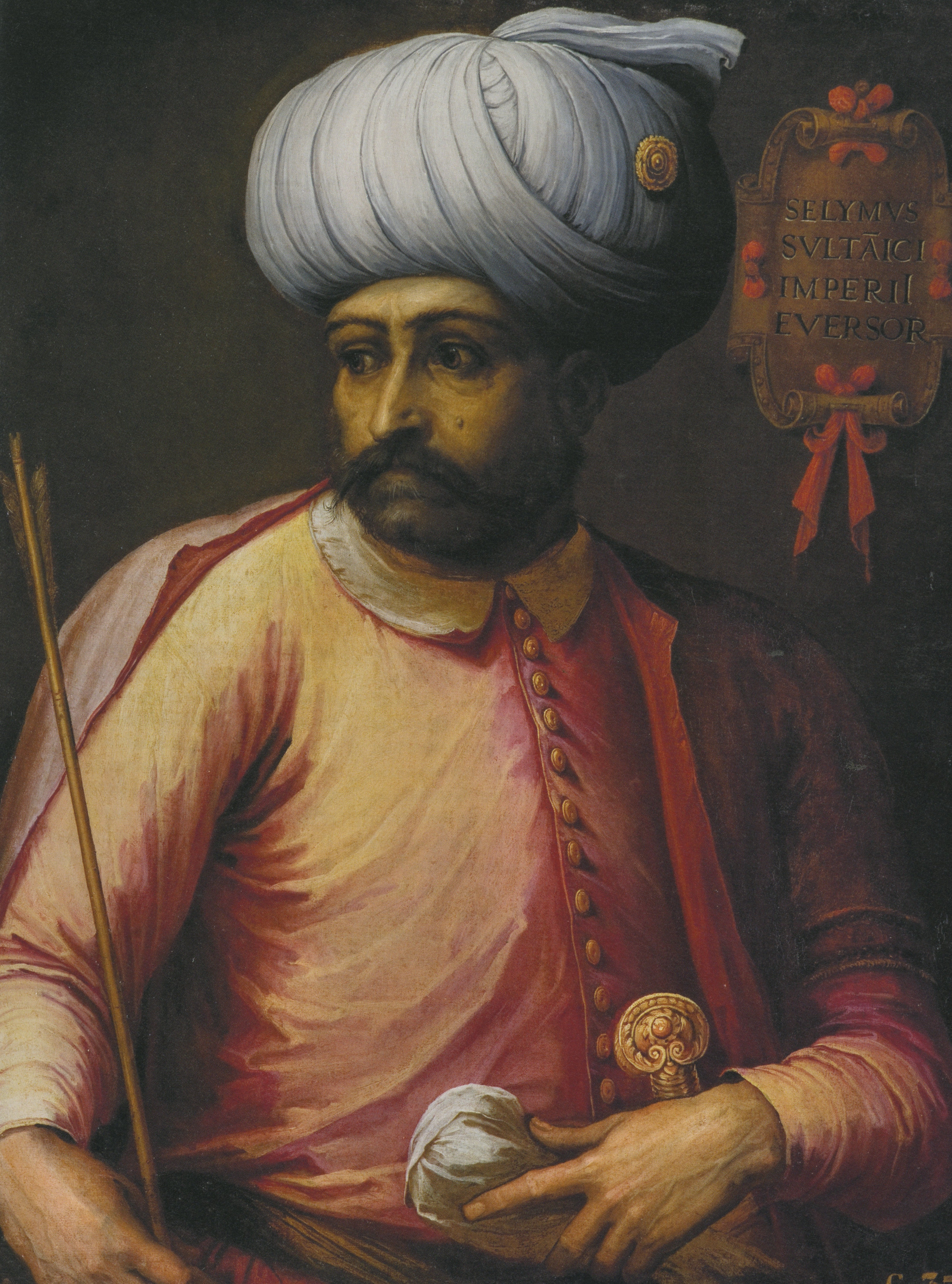
السُّلْطانُ سَلَيْمُ الأَوَّل في عهده دَخَلَتْ بِلادُ الشّامِ في حَوْزَةِ الدَّوْلَةِ العُثْمانِيِّة.

بعد معركة اليرموك، دخلت المنطقة طوراً جديداً؛ إذ أصبحت جزءاً لا يتجزأ من الخلافة الراشدة. كانت الطرة في العصر الراشدي تتبع جند الأردن، ككل مناطق حوران تقريبا. ويحكى أن عمر بن الخطاب قد مرّ بالطرة في رحلته إلى دمشق، وأنه قد صلّى في المسجد العمري في البلدة؛ حيث سمي باسمه لهذا السبب. وفي العهد المملوكي، كان للمدينة دور بارز في نقل البريد، وقد بُنيت بها منارة لذلك، كما كانت تستخدم لغاية هداية المسافرين. كما وكان للطرة دور بارز في الأوقاف في كل من القدس وبعض المدارس كالمدرسة الظاهرية بدمشق؛ فقد أوقف من أرض الطرة حصص على المدرسة الظاهرية فجاء في النقش المكتوب أعلى بوابة المدرسة، والمخطوط بخط الثلث أو «النسخ المملوكي» ما نصه:
| الطرة (إربد) | بسم الله الرحمن الرحيم الذي وقفه على هذه التربة والمدرستين ودار الحديث النبوي الحصة من قرية الطرّة من عمل اذرعات ومبلغهما أحد عشر سهماً وثمن سهم من أصل أربعة وعشرين سهماً... | الطرة (إربد) |

وبدءاً من القرن السابع الهجري تم تعديل درب الحج الشامي والذي يعرف في الطرة باسم درب الحاج أو طريق الحاج؛ لتصبح الدرب مارة بأرض الطرة من الشرق؛ فتكون من محطاتها على درب دمشق، فالصنمين، فالمزيريب، وقد كانت إبل القافلة تحط في شرق الطرة في مكان سُمّي بالمَناخ لذلك؛ إذ أن إبل القافلة كانت تنوخُ فيه. وفي عام 1516 انتصر العثمانيون بقيادة السلطان سليم الأول بمعركة مرج دابق ضد المماليك مما أدخل بلاد الشام تحت الحكم العثماني، ولمدة 400 سنة قادمة؛ أي إلى عام 1916. وقد كانت البلدة في بداية العهد العثماني تعد من أكبر المناطق المأهولة بالسكان في منطقة شرق الأردن؛ فلم تكن تكبرها بعدد السكان سوى مدينتي عجلون والكرك، وقد كانت عجلون آنذاك تعد مركزا إداريا مهما.

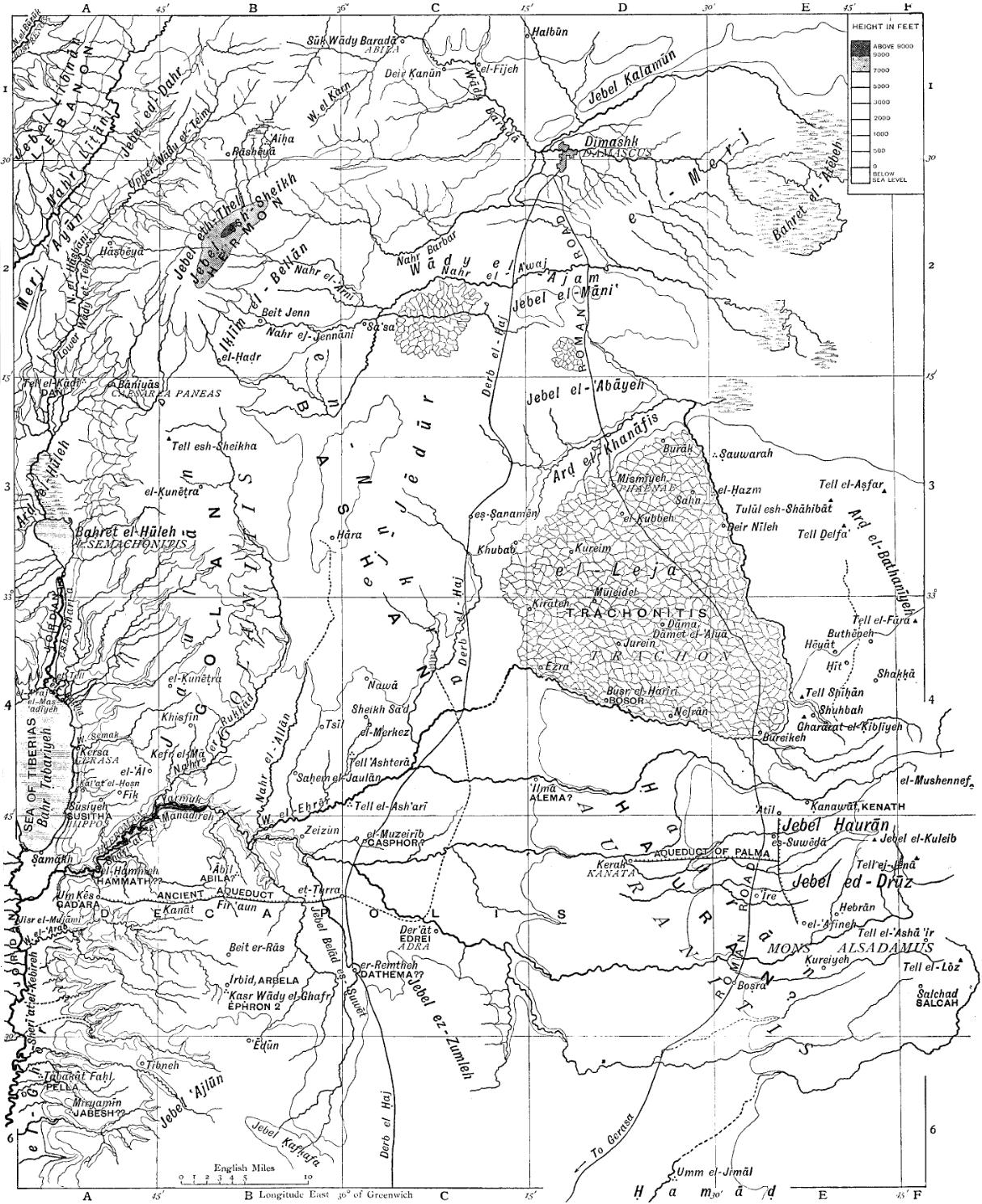
الطُّرَّةُ عَلى دَرْبِ الحَجِّ الشّامِيّ والذي يُعْرفُ في الطّرَّةِ باسم «طَريقِ الحاج»، كَذا يَظْهَرُ نَفَقُ المُدُنِ العَشْرِ عَلى الخَريْطَة. (خَريْطَةٌ مَنْشورَةٌ عامَ 1903 م)

وفي عام 1816 مرّ الرحالة الإنجليزي جيمس سلك بكنغهام قرب الطرة خلال رحلته في بلاد الشام وذكر أن عدد سكانها حوالي 300 نسمة كلهم من المسلمين، كما ذكر أنها تقع على درب الحج الممتد من دمشق إلى مكة.
وفي هذه الفترة تعاقب على الطرة عدد من الأقوام الذين رحلوا عنها، كان من آخرهم عشيرة الحشيش الشمرية حيث مكثت عشيرة الحشيش بها منذ أن قدم جد العشيرة المسمى صحن إلى حوران من عام 1700/1701 إلى عام 1711 حينما غادر شهاب حفيد صحن إلى منطقة تل شهاب والتي سميت باسمه، ومن ثم أعطيت هذه الأرض إلى عشيرة الدرابسة الشمرية الأخرى، وذلك بعد اتفاق أعقب ما أطلق عليه حرابة تل شهاب حيث بدأ السكن الحديث في الطرة والمستمر إلى الآن الذي تشير له مشجرة نسب فروع عشيرة الدرابسة الموثقة والمختومة عام 1886؛ حيث تم الإتفاق بين عشائر الدرابسة الشمرية  (آل بركات وآل سمارة وآل الحجي وآل إرشيد وآل صالح الجودة) من طرف - بعد خروجهم من حائل ومكوثهم في الطفيلة لفترة قصيرة - وبين عشيرة الحشيش الشمرية القاطنة في تل شهاب من طرف آخر؛ بحيث تعطي عشيرة الحشيش أرض الطرة للدرابسة مقابل أن لا يساكنوا معهم زعبياً أو مسيحياً، وهو الشيء المستمر للآن.
يذكر أن الرحالة السويسري جون لويس بوركهارت قد مر بالطُّرَةِ خلال رحلته من دمشق إلى الحجاز في عام 1812 م، حيث ذكر أنها تقع على سلسلة منخفضة من الهضاب تشكل دائرة يمر الطريق من وسطها، كما وامْتَدَحَ خصوبة مراعيها، وقال بأنها لذلك أصبحت مقاماً للبدو 
وقد كانت الطرة في ما قبل زمان الدرابسة من المناطق التي أمدت المحمل الشامي بالإبل التي حملت الحجاج لأرض الحجاز، إذ يرد اسم شيخها -آنذاك- شهاب الدين بن حمد الحتمل في وثائق دمشق الشرعية ضمن شيوخ حوران الذين أمدوا المحمل الشامي بالإبل عام 1795.
وتعد مدرستها من أقدم المدارس في المملكة الأردنية، إذ تأسست مع بداية تأسيس إمارة شرق الأردن وافتتحت رسميا منذ عام 1927 م. وقد أنشأ الظاهر بيبرس خاناً خيرياً في القدس إبان حكمه وأوقف عليه وقفاً خيرياً من أراضي الطرة، وكان فيها منارة تهتدي بها القوافل المارة بها، وتستخدم لأغراض البريد. وقد كثرت الأراضي التي أوقفت من أرض الطرة على المدارس في العهدين المملوكي والعثماني كذلك. ويكثر فيها المعالم التي تدل على أنها مأهولة بعدة قرون قبل الميلاد، حيث عثر على آثار قديمة تؤكد ذلك
وقد كانت الطرة في بدايات الحكم العثماني لمنطقة بلاد الشام؛ أي في القرن العاشر الهجري /السادس عشر الميلادي تتبع ناحية بني جهمة التي كانت تتبع قضاء حوران. وقد كانت هذه الناحية؛ أي بني جهمة، تمتد من جمحة غرباً إلى بصرى الشام شرقاً، كما أن قضاء حوران كان يتبع سنجق (لواء) الشام آنذاك. ويُعدُّ هذا الحال امتداداً لما كانت عليه الطرة خلال العهد المملوكي. وفي بداية القرن التاسع عشر الميلادي أصبحت الطرة ضمن ناحية الصويت؛ إذ أصبحت الجهة الشرقية من ناحية البطين والتي سُميت فيما قبل ناحية بني جهمة ناحيةً مستقلة ضمن منطقة حوران.
وبعد هزيمة المملكة العربية السورية، والتي كانت تحكم بلاد الشام بعد انسحاب العثمانيين، على يد القوات الفرنسية في معركة ميسلون تأسست في الأردن حكومات محلية؛ وإحداها كانت حكومة الرمثا المحلية والتي كانت الطرة آنذاك إحدى مناطقها.
ومنذ تأسيس الإمارة، أخذت الطرة بالازدهار شيئا فشيئا، حتى أضحت واحدة من كبريات المناطق غير المركزية في الأردن، مثل بيت رأس والصريح وغيرها؛ حيث شهدت الطرة نهضة عمرانية كبيرة وتوسعاً في إعمار الأراضي الزراعية لتتناسب مع عدد السكان الذي وصل إلى خمس وثلاثين ألف نسمة. كما أن البلدة الصغيرة أخذت موقعها مركزاً لبلدية سهل حوران التي يربو عدد سكانها عن 80,000 نسمة.

## السكان
يُعدّ التواجد البشري في الطرة قديما يعود إلى عدة قرون قبل الميلاد؛ حيث تشير القبور اليونانية المنتشرة وبعض الآثار الرومانية إلى ذلك. كما تعاقب على البلدة عديدُ الحضارات كان من أهمها الحضارة الرومانية والإغريق. وبعد معركة اليرموك، استمر الاستيطان البشري فيها إلى نهاية القرن السادس عشر؛ وقد كانت في بداية العهد العثماني ثالث أكبر منطقة في شرق الأردن بعد عجلون والكرك. ومما هو جدير بالذكر، أن من أسباب تقلص أعداد السكان فيها بعد القرن السادس عشر هي الغارات والمشاكل بين القبائل، كذلك بعض سنوات القحط. وقد سكنها في ذلك العصر وبعده عشيرة البقيرات ثم أعقبتها عشيرة الحشيش ثم عشيرة الدرابسة والتي كانت إلى عام 1857 العشيرة الوحيدة في الطرة. وبعد النزاع بين عشيرتي الدرابسة والحشيش على ملكية أرض الطرة فيما عرف بحرابة تل شهاب كونت عشيرة الدرابسة مع آل حجازي وآل رمضان حلفاً لمواجهة الطرف المقابل، وقد كانت هذه العشائر الثلاث أول عشائر الطرة الحديثة سكناً لها وذلك عام 1865.

### التركيبة السكانية
تُعدّ الطرة من أكثر مناطق شمال الأردن ومحافظة إربد تحديداً نمواً من حيث عدد السكّان، بل هي تكْبُر مدن الكرك والطفيلة وعجلون، على سبيل المثال، في ذلك. وقد بلغ عدد سكان البلدة مع نهاية 2017 حوالي 35,000 ألف نسمة، جميعهم من المسلمين من ناحية الدين، ومن العرب من الناحية العرقية. إنّ المجتمع الطرواي حالياً مجتمعٌ متجانس من النواحي الدينية والعرقية والثقافية؛ فجميع السكان عربٌ مسلمون من خلفيات قبلية أو عشائرية. ويظهر هذا التجانس في عادات أهل البلدة المتشابهة وفي علاقات الزواج بين مختلف العشائر والعائلات.
إضافة إلى عشيرة الدرابسة  (البركات - السمارات - آل صالح الجودة - الرشيدات - الحجية) وعشيرة آل حجازي وعشيرة آل رمضان، تقطن المدينة عدد من العشائر والعائلات الأخرى وهي الجنايدة والحايك  وقرباع والسخني والقور والخطيب والمصري والحناوي والشياب والقناة وأبو نصار وأبو حمود والبرغوثي والكبها وشهاب ونافع والحمارنة وعوائل من عشيرة بني ملحم وعوائل من بني خالد وعوائل من قبيلة عنزة وغيرها من العوائل والعشائر، والتي تختلف في تواريخ قدومها للطرة من القدم للحداثة، إضافة إلى عدد من حملة الجنسيات العربية كالمصريين والعراقيين والسوريين. كما تقطن عائلة فردوس ذات الأصول الشيعية في الطرة  وأصولها من بنت جبيل اللبنانية ويسمون بالمتاولة.

## المواصلات والإتصالات

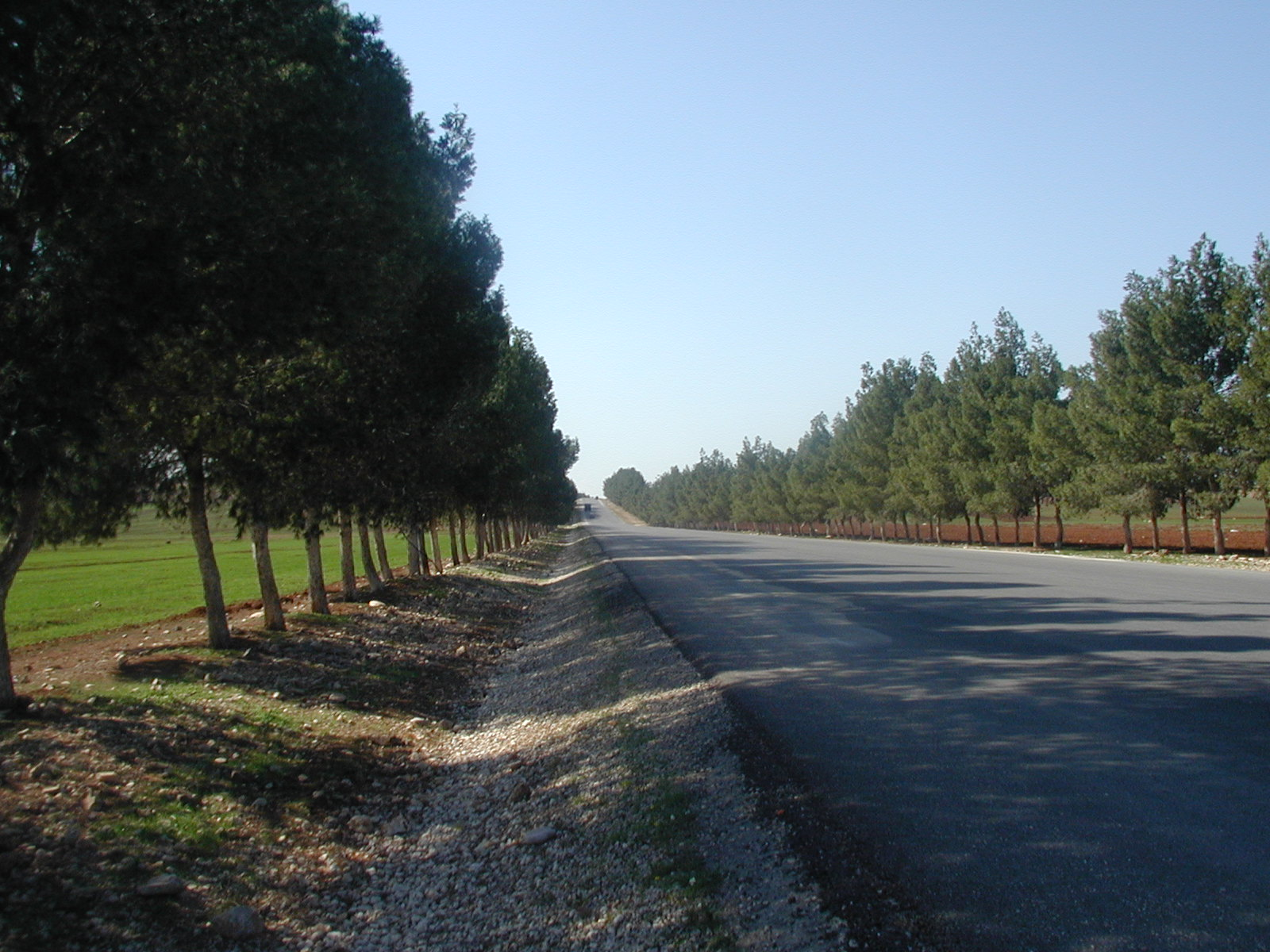
طريق الطرة-الشجرة الذي عُبّد أول مرة عام 1960.

شركة زين من مزودي الاتصالات في الطرة.

تعتمد الطرة في حركة النقل منها وإليها على طريقة «النقل البري» بواسطة الطرق. كما أن مما هو جدير بأن يُذكر أن أهالي البلدة يملكون ما يمكن اعتباره أسطولاً من الشاحنات، إضافة إلى سيارات السفريات التي تنتقل بين الأردن والدول المجاورة مثل العراق وسورية ولبنان، إضافة للمملكة العربية السعودية، ولكن فاعلية هذه السيارات قد انحسرت عقب الحروب في البلدان المجاورة.
يذُكر أن جسر المدان الرابط بين ضفتي وادي المدان، قد بُني في النصف الثاني من القرن التاسع عشر خلال حكم الدولة العثمانية، كما أن أول طريق معبد رأى النور في البلدة هو الطريق الرئيس الذي يربط الطرة بجارتيها: الرمثا والشجرة، وقد كان جاهزاً للخدمة عام 1960، ولقد بدء العمل في الطرق المعبدة لأول مرة عام 1951 م. وفي ما يتعلق بالاتصالات، فإنّ الطرة مثل باقي مناطق المملكة الأردنية الهاشمية؛ إذْ كانت مسؤولية الاتصالات تقع على عاتق وزارة الاتصالات وتكنولوجيا المعلومات؛ إذ كانت هي الجهة المزودة الوحيدة لخدمة الاتصالات، والتي كانت بشكل رئيس تعتمد الخطوط الأرضية، كما كانت المزود الوحيد لخدمة الشابكة في بداياتها في الأردن.
تقدم الآن كل من شركات زين وأورانج وأمنية -وهي شركات خاصة- خدمات الاتصالات والإنترنت في كافة أشكالها، كما تقدم أورانج خدمات الهاتف الأرضي إضافة لباقي الخدمات. وتشرف على عملها بحكم الاتفاقيات كل من وزارة الاتصالات والهيئات المعنية.

## المساجد
جميع سكان الطرة من المسلمين على منهاج أهل السنة والجماعة؛ لذا فإن للمساجد دور رئيس في البنية المعمارية للمدينة، خاصةً وأن الإسلام هو الدين الرسمي للمملكة الأردنية الهاشمية وفق الدستور الأردني الصادر عام 1952. وقد تنوعت الطرق التي صممت بها هذه المساجد بين مدارس معمارية متعددة، ونظراً إلى تزايد عدد المساجد الكبير في الأردن؛ فقد ازدادت المساجد في الطرة من مسجد واحد عام 1303 هـ إلى عشر مساجد كبيرة في هذا الوقت تعد من أكبر مساجد محافظة إربد.
وقد كان للعمارة المملوكية والعمارة الأموية وغيرهما دور بارز في تصاميم مساجد الطرة كغالب مساجد الأردن الأخرى؛ وسبب ذلك أن الأردن بشكل عام تشكل مع محيطها المعماري والجغرافي الممتد من شبه الجزيرة العربية إلى العراق وبلاد الشام ومصر جزءاً من كل لا ينفصل عن أصله أبداً. ومما هو جدير بالذكر أن المسجد العمري كان أول مسجد في الطرة وقد جُدد بناءه عام 1303 هـ وذلك بُعيد السكن الحديث في البلدة، وقد بقي المسجد الوحيد إلى أن بُني مسجد شرحبيل بن حسنة والذي تأسس رسمياً عام 1964.
ويوجد في البلدة عدد من المساجد التي يبدأ تاريخها منذ الفتح الإسلامي، وهي:
- المسجد العمري أو مسجد عمر بن الخطاب، موقعه في وسط الطرة، وعلى ما يظهر أنه بُني بعد الفتح الإسلامي في عهد عمر بن الخطاب، ثم أعيد تجديده عام 1303 هـ مع بداية السكن الحديث في البلدة.[51] هُدم المسجد عام 2005، ثم بُنيت مجموعة محلات تجارية على أنقاضه بُني عليها مسجد صغير يحمل ذات الاسم؛ أي مسجد عمر بن الخطاب عام 2017. ويحكى أنه كان يحوي حجرا نُقشت عليه أسماء عشائر الطرة التي أسست الطرة الحديثة.

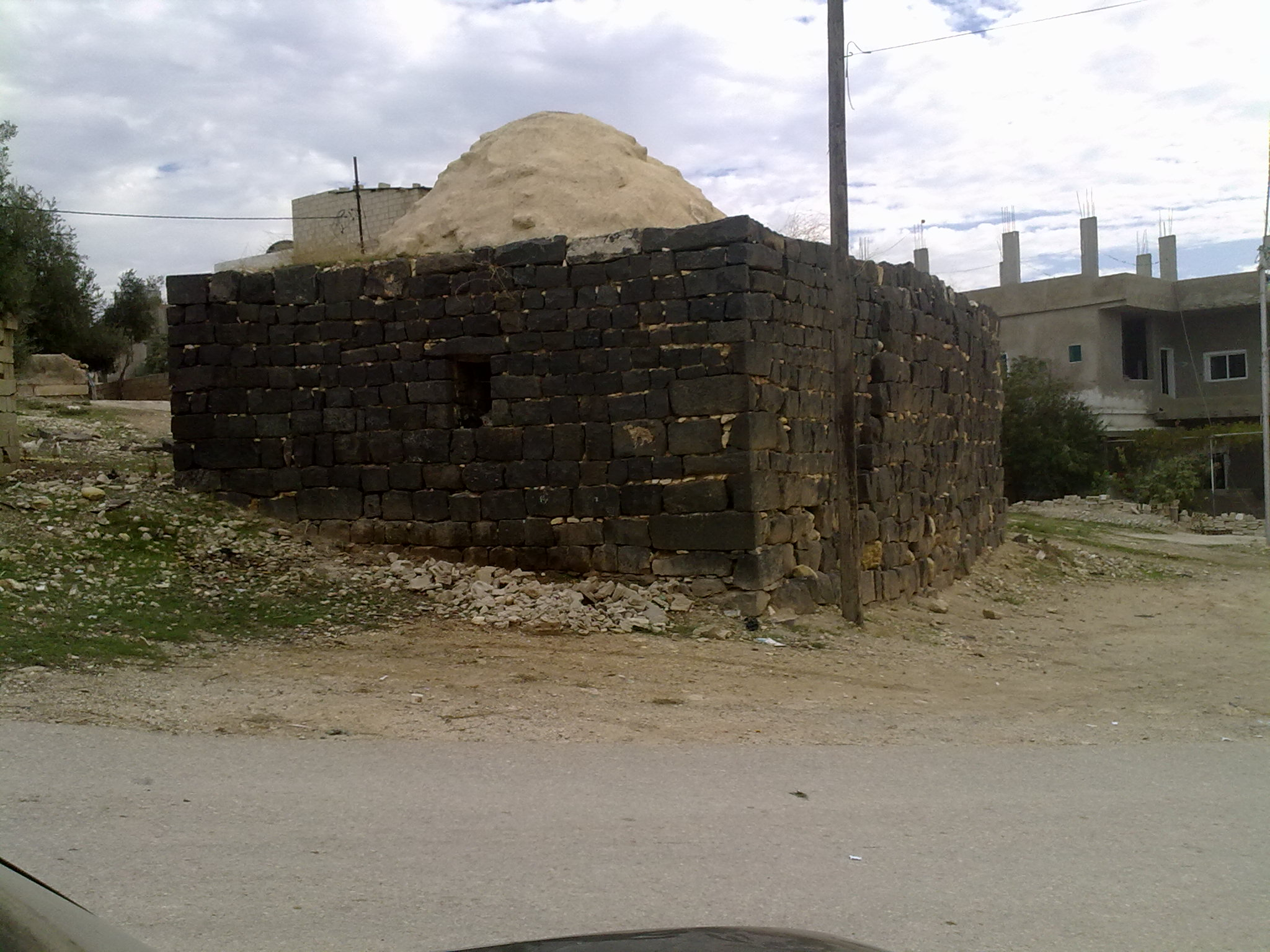
مسجد الشيخ خليل الأثري.

- مسجد الشيخ خليل وهو إلى الغرب من المسجد العمري، ويقال أنه بني قبل عام 1250 هـ. يُقال أن فيه قبر الشيخ خليل الرفاعي الذي سُمي به، والشيخ خليل صوفي من قرية أم ولد دفن في ذلك المسجد.[52]
- مسجد شرحبيل بن حسنة، بُني عام 1964 وهو أقدم مسجد لا زال يستخدم على بناءه الأصيل إلى اليوم إضافة لبعض التوسعات الحديثة. يقع المسجد على أعلى نقطة في البلدة، وهي الهضبة التي بنيت عليها الطرة الحديثة منذ منتصف القرن التاسع عشر، حيث تظهر مأذنة المسجد كأعلى بناء في الطرة للناظر القادم من جهات البلدة الأربع. يعتبر هذا المسجد ومكانه النواة التي تشكلت حولهما الطرة، الشيء الذي يُلاحظ في كل المدن الإسلامية؛ حيث يتشكل البناء من حول المسجد.
- مسجد معاذ بن جبل، وهو أحد أكبر مساجد محافظة إربد على الإطلاق. يُسمى «بمسجد البلدية»؛ وذلك لمجاورته مبنى بلدية سهل حوران المركزية الواقعة على الطريق الرئيس الذي يربط الطرة بـالرمثا من جهة، والطرة بـالشجرة من جهة أخرى. ويعدّ مع مسجد شرحبيل أهم مسجدين في الطرة.
- مسجد أبي دجانة، ويقع عند «دوار الفنجان»، إلى الشمال من مدخل الطرة الرئيس بنحو كيلومتراً ونصف.
- مسجد حذيفة بن اليمان، ويقع إلى الشرق من المسجد العمري، بالقرب من مركز التنمية الاجتماعية.
- مسجد الأنفال، ويقع في الحي الشمالي أو بارق.
- مسجد عقبة بن نافع، ويقع في السلطاني.
- مسجد معاوية بن أبي سفيان، ويقع في أحدث أحياء البلدة تاريخياً، الحي الشرقي.
- مسجد قباء، ويقع عند مدخل البلدة الرئيس، من جهة الرمثا.
- مسجد المصطفى، ويقع في الحي الغربي من البلدة، إلى الشمال قليلا من الجسر الواصل بين طرفي الطريق المؤدية لبلدة الشجرة.

## الثقافة
تعد ثقافة البلدة جزءا من ثقافة سهل حوران. وكانت المضائف أو الدواوين في البلدة قديما تمثل ما يمكن تسميته منتديات ثقافية؛ حيث كانت تتم مباحثة الأمور العامة إضافة إلى إلقاء الشعر والاستماع إلى عزف الربابة وغيرها من الأمور. ومن جانب آخر، تعتبر الرقصات الشعبية وأهمها الجوفية رمزا لحوران كلها، ولكنها تتباين من منطقة لأخرى بالقصائد المنشدة وبعض تفاصيل الأداء، وقد كانت تأدى في أوقات الأعراس وفي الانتصارات القبلية قديما، وتأدى الرقصة بأن يتقابل صفان من الرجال كما في رقصة الدحية ويقوم الرجال بتشبيك أياديهم ببعضها البعض ثم يقوم أحد الرجال بإنشاد الأبيات الشعرية بطريقة غنائية ويقوم الرجال بإعادة ترديدها مما يعطي مسحة من الحماسة للحاضرين، ومن أشهر ما أُنشد في رقصات الجوفية في الطرة قولهم:
ومن جانب آخر تعد الدبكة الحورانية من أهم مميزات سهل حوران والطرة بشكل خاص، إذ تعتبر من الإرث الفلكلوري المتميز في المنطقة بشكل عام. ومن ناحية الشعر، فقد احتل مكانة بارزة في نفوس أهل البلدة رجالا ونساءا؛ حيث دائمًا ما كانوا يتمثلون بأبيات من الشعر النبطي في المواقف اليومية وخصوصا النساء، كما وتعودت النساء المتقدمات بالسن على الإنشاد بأصواتهن ما يسمى الهجيني وهو مختلف عن الهجيني المتعارف عليه والذي يشبه الغناء بالدحة؛ فهو مجرد طريقة في إنشاد أبيات الشعر، وتقوم هؤلاء النسوة بذلك للتسلية عن النفس حينما يختلين بأنفسهن أو يكن مع النساء الأخريات، كما اعتاد الناس في البلدة على إنشاد الشعر وغنائه في أوقات الحصاد لأجل تحفيز الحصادين وتحميسهم، وذلك يرجع إلى طبيعة السكان وأصولهم البدوية القديمة وطبيعة استقرارهم وتأثير البيئة عليهم كذلك؛ إذ لطالما اعتبروا أنفسهم أصحاب ثقافة تمزج بين البداوة والزراعة، فمزجت طبيعتهم استعلاء البدوي ونظام المزارع بنفس الشخصية.

### المطبخ

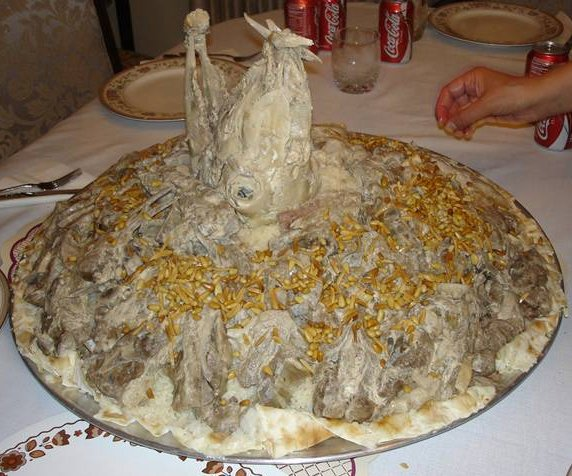
المنسف، الطبق الوطني في الأردن وسهل حوران.

يتميز المطبخ الطراوي بكل مميزات المطبخ الأردني والحوراني، ويعتبر المنسف الطبق الرئيس حيث يعد كما في كل مناطق الأردن وحوران بشقيها السوري والأردني رمز الكرم والضيافة العربية الأصيلة، كذلك يعتبر العديد من الباحثين أن المنسف بمكوناته من الجميد أو اللبن واللحم والأرز أو البرغل يمثل الثقافة العامة للمنطقة؛ إذ يمزج بين حياة البدوي وحياة الفلاح، الشيء الذي يعبر عن طبيعة الحياة بين سكان المنطقة بشكل عام، فالأصول البدوية لمعظم العشائر مع الحياة الزراعية التي اتخذوها فيما بعد تمثل لهم إرثا ثقافيا عظيما.
ومن الأطباق الأخرى الكباب الحوراني أو الرمثاوي؛ حيث يتميز هذا الطبق بأنه الطبق المُمَيِّز لمنطقة بلدية سهل حوران ومدينة الرمثا. ومن الأطباق الأخرى، المقطعة، والكعاكيل، والهفيت وآذان الشايب الذي يُعتبر طبقاً غير حوراني في أصله.

### اللباس
إن عادات اللباس في الطرة قد أخذت بالتغير منذ تسعينيات القرن العشرين. يعتبر اللباس العربي التقليدي المكون من الكوفية والعقال والثوب والعباءة العربية هو اللباس التقليدي في الطرة، مع وجود عناصر خاصة بأهل منطقة حوران والأردن يمكن مشاهدتها في لباس كبار السن خصوصا. وأما لباس النساء التقليدي فهو أكثر غنىً وتنوعاً، ولكن عموما يُعد ما يعرف باسم البشكير الألماني والشمبر والثوب الأسود لباسا تقليديا سائدا في الطرة وعموم منطقة لواء الرمثا.

### المعالم الأثرية والترفيهية
تقتصر المعالم الأثرية في الطرة على بعض الأماكن المتناثرة هنا وهناك، ومعظم هذه الآثار هي آثارٌ إسلامية؛ مثل مسجد الشيخ خليل والمسجد العمري الذي هُدم، إضافةً إلى موقع المنارة المملوكية وبعض البيوت التراثية والمضائف التي تحوي رسومات ونقوش فريدة من نوعها. ومن الملاحظ أن معظم هذه الأماكن تَقع ضمن الأملاك الخاصة وليست ملكاً عاماً. كما أن هناك آثاراً رومانية مثل آثار قناة الديكابوليس شرق الطرة وكذلك النفق ذاته والذي يبدأ في الطرة لينتهي في أم قيس.
وفيما يخص الترفيه، فبسبب طبيعة التركيبة السكانية للمدينة من ناحية العدد والخلفية الثقافية فإن أماكن الترفيه تقتصر على بعض المناطق الطبيعية المحيطة بالبلدة والتي يبرز دورها في فصل الربيع خصوصاً، كما أن المقاهي أخذت تأخذ دور المضائف (الدواوين) القديم بين أهل البلدة؛ حيث أصبحت المضائف تقتصر على بعض المناسبات الاجتماعية وذلك بسبب التغير في طبيعة الحياة الخاصة بالسكان بين الماضي والحاضر. إضافةً لذا، يتربع منتزه سهل حوران غرب الطرة وهو مخصص بشكل أساسي للترويح عن الأطفال.

## الاقتصاد

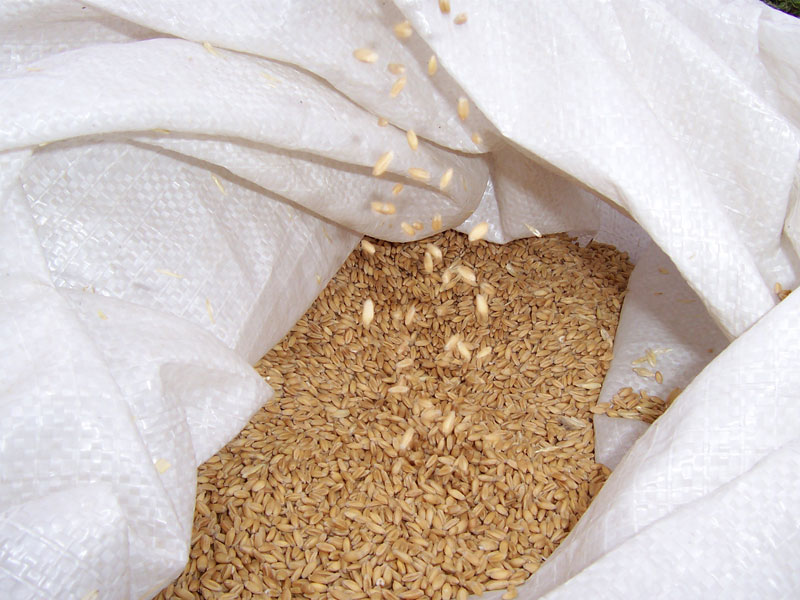
القمح أحد أبرز المنتجات الزراعية في الطرة

في الطرة سوقٌ صغير نسبياً يوفر للسكان حاجاتهم التموينية وغيرها، وقد كان هذا السوق في زمن سابق عبارة عن مجموعة من البقالات لا يتجاوز عددها أصابع اليد الواحدة. ويعتمد سكان الطرة على الوظائف والتجارة والسفريات والزراعة التي أضحت الأقل من حيث اعتماد السكان عليها.

### الزراعة
إنّ تاريخ البلدة الزراعي امتدادٌ للزراعة في سهل حوران؛ حيث كان الرومان يعتمدون على السهل في إنتاج محاصيل القمح بشكل خاص؛ لذا أطلقوا على المنطقة اسم إهراء روما. وتُعرف المنطقة أيضاً بالمزروعات الصيفيّة، مثل البطيخ، والشمام، والبامية، واليقطين وغيرها، وتُزرع هذه المزروعات في ما تُسمى السحاري باللهجة المحلية. ومع غنى التربة وجودتها في الطرة فقد بقيت لزمن طويل جدا حكرا على المزروعات غير الدائمة كالحبوب والمزروعات الصيفية، ولعل ذلك حتى يوفر أهل الطرة مراعٍ لمواشيهم من الأغنام والماعز، إذ كانت الأشجار الدائمة ستعيق ذلك، ولكن هذا الأمر ما لبث أن تغير منذ الربع الأخير من القرن العشرين؛ حيث أخذت الأشجار الدائمة بالظهور شيئا فشيئا، ولكنها بقيت حصرا على شجر الزيتون مع بعض الإستثناءات مثل أشجار العنب والتين والرمان.

## التعليم والصحة
يبدأ تاريخ المدارس في البلدة منذ تأسيس إمارة شرق الأردن؛ حيث تأسست مدرسة الطرة الابتدائية للذكور آنذاك، إذ كان التعليم فيها قبل ذلك يعتمد على الكتاتيب فقط، أما المدارس فهي:
- مدرسة الطرة أو مدرسة الطرة الثانوية الشاملة للبنين، وهي تعد امتدادا للمدرسة الابتدائية القديمة. أُسست المدرسة مع بدايات إمارة شرق الأردن، ثم افتتحت رسميا في عام 1927 م ؛ لتكون بذلك واحدة من أقدم وأعرق المدارس على مستوى الأردن.[6][32] كانت المدرسة في بدايتها تحوي الصفوف من الصف الأول إلى الرابع الابتدائي فقط، وقد كان مبنى ومكان مدرسة اليرموك الأساسية للبنات القائمة اليوم أول مقر لها.
- مدرسة الطرة النموذجية الخاصة.
- مدرسة الطرة الثانوية الشاملة للبنات.
- مدرسة حليمة السعدية الثانوية المختلطة (وهي مختلطة في الصفوف الثلاث الأولى).
- مدرسة خالد بن الوليد الأساسية.
- مدرسة ميسلون الأساسية المختلطة (وهي مختلطة في الصفوف الثلاث الأولى).
- مدرسة آمنة بنت وهب الأساسية للبنات.
- مدرسة جعفر الطيار الأساسية للبنين.
- مدرسة معاذ بن جبل الأساسية للبنين.
- مدرسة اليرموك الأساسية للبنات.
- مدرسة أروى بنت عبد المطلب الأساسية المختلطة (وهي مختلطة في الصفوف الثلاث الأولى).[56]

إضافةً إلى ذلك، في البلدة مراكز تُعنى بالقرآن الكريم وهي تابعة لوزارة الأوقاف وجمعية المحافظة على القرآن الكريم، وهي إما دائِمة أو صيفيّة، تهدف إلى تحفيظ القرآن الكريم، وتدريس العلوم الشرعية الأخرى، مثل مركزِ عمار بن ياسر التابع لجمعية المحافظة على القرآن الكريم والّذي نجح في تخريج عددٍ من حفظة القرآن الكريم من الذكور والإناث، ومركز النعمان بن المقرن التابع لجمعية الصالحين لتحفيظ القرآن الكريم. كما وأنّ عددا من المساجد في البلدة تنشط كمراكز صيفيّة لتحفيظ القرآن الكريم تحت رعاية وزارة الأوقاف في فترة الإجازة الصيفية لطلبة المدارس. إلى جانب ذلك، في البلدة عددٌ من رياض الأطفال، وهي تختص بالأطفال من عمْر 4 إلى 6 سنوات كما أنها غير إلزامية كالمدارس، وهي تسبق عمْر الست سنوات أو بداية مرحلة المدرسة بالصف الأول الأساسي.
وفيما يتعلق بالصحة فإن في البلدة ثلاثة مراكز صحية، الأول «مركز صحي الطرة الشمالي» والثاني «مركز صحي الطرة الجنوبي» بالإضافة لـ«مركز صحي سهل حوران الشامل»؛ ويقع المركز في غرب الطرة عند حدود قرية الشجرة. كما تقدم عدد من الصيدليات الخاصة خدماتها في الطرة كذلك.

## الرياضة

شِعارُ نادِي الطُّرّة

يُعد نادي الطرة والذي تأسس عام 1979 واحداً من أندية دوري الدرجة الأولى الأردني لكرة القدم، كما وصل للدوري الممتاز أو كما يسمى الآن الدوري الأردني للمحترفين عام 1998، ووصل كذلك لنصف نهائي كأس الأردن، وقد بَقِيّ النادي الوحيد في البلدة إلى عام 2017؛ أي إلى أنْ تأسس نادي شباب حوران. وتحوز لعبة كرة القدم صدارة الألعاب الرياضية الممارسة في البلدة، كما هو الحال في كلّ الأردن ومعظم الوطن العربي؛ إذ تتشكل الفرق الشعبية وفرق الحارات وتقام المنافسات فيما بينها من وقت لآخر وبشكل دوري في بعض الأحيان.
ومن طرف آخر، تُعد الرياضات الفردية القتالية مثل التايكواندو والكيك بوكسينغ وغيرها ذات شعبية كبيرة بين أهالي البلدة؛ فقد نجحت أندية هذه الرياضات في استقطاب عدد كبير من اللاعبين خصوصا من فئة الأطفال والمراهقين، وتتزايد أعداد المنضوين تحت هذه الأندية في فترة الإجازة الصيفية للمدارس، كما ونجح عدد من لاعبي هذه الأندية بالظفر بعدد من البطولات المحلية.
وتمتلك بلدية سهل حوران ملعباً بلدياً في الطرة، يحملُ اسم ملعب الطرة البلدي. يخدم هذا الملعب بكونه ملعبا تدريبياً خاصاً بنادي الطرة. وقد جُدد الملعب عام 2012 لتنتقل أرضيته الترابية إلى أرضية ذات عشب اصطناعي؛ ليكون ملائماً للتدريبات الرياضية للنادي مما يُوفر الوقت والمال والجهد على اللاعبين وإدارة الفريق عموماً.

## قراءة إضافية
1. صبح الأعشى، القلقشندي، المطبعة الأميرية بالقاهرة- 1919
2. تاريخ الملك الظاهر، ابن شداد، اعتناء أحمد حطيط، فرانزشتايز- 1983
3. دراسات في علم الآثار الاجتماعي لقرى في محافظة إربد: (بشرى، سال، حوارة، الطرة)، زيدون محيسن، وزارة الثقافة الأردنية- 2007
4. مجلة الهلال الأردنية، عدد 117
5. أرض جلعاد ورحلات في لبنان وسوريا والأردن وفلسطين (1880 م)، لورنس أوليفانت، ترجمة أحمد عويدي العبادي، 2004
6. العشائر الأردنية بين الماضي والحاضر، نسيم محمد العكش
7. في ربوع الأردن: جولات ومشاهدات، أحمد عويدي العبادي، دار الفكر- 1987
8. تاريخ مدينة الرمثا ولوائها، فاروق سريحين
9. معجم العشائر الأردنية، عبد الرؤوف الروابدة
10. الموثق في الأنساب: (سلسلة تعنى بقبائل شمر وعنزة)، أبو عبد الهادي عراك الفريسي الجربا، دار علاء الدين للطباعة والنشر والتوزيع، 2006
11. إربد المدينة: تاريخ وحضارة وآثار، محمد علي الصويركي، أمانة عمان الكبرى، 2006
12. التاريخ الحضاري لشرق الأردن في العصر المملوكي، يوسف درويش غوانمه، دار الفكر للنشر والتوزيع/عمان، الطبعة الثانية- 1982
13. الأوقاف الإسلامية في فلسطين في العصر المملوكي، محمد عثمان الخطيب، دار الكتاب الثقافي
14. موسوعة محافظة إربد: (دراسة أدبية، تاريخية، جغرافية، آثار، عشائر، إحصائيات)، سلطان طريخم المذهن السرحاني، 2004
15. قافلة الحج الشامي وأهميتها في العهد العثماني، عبد الكريم رافق
16. جامع الدرر البهية في أنساب القرشيين في البلاد الشامية، كمال الحوت الحسيني
17. قاموس العشائر في الأردن وفلسطين، حنا عماري
18. قرى وأنساب حوران، هشام عبد العزيز، 1996
19. مختار الصحاح، الإمام محمد بن أبي بكر الرازي
20. الأوقاف الإسلامية في فلسطين ودورها في مواجهة الاحتلال الإسرائيلي، سامي محمد صلاحات
21. معجم أسماء المدن والقرى في بلاد الشام الجنوبية (دراسة لغوية تاريخية أثرية حول أسماء المدن والقرى والتلال الأثرية في بلاد الشام الجنوبية ويضاف إلى ذلك آخر الإحصاءات قديما وحديثا)، منير ذيب، دار العرب للدراسات والنشر والترجمة- 2010